# Distretto di Shiraoi
Il distretto di Shiraoi (白老郡?) è uno dei distretti della sottoprefettura di Iburi, Hokkaidō, in Giappone.
Attualmente comprende il solo comune di Shiraoi.